# حلزون نواری آلدابرا
حلزون نواری آلدابرا (نام علمی: Rhachistia aldabrae) نام یک گونه منقرض‌شده از رده شکم‌پایان است.